# Pico Quioveo
Le Pico Quioveo est une montagne de Guinée équatoriale, point culminant de l'île d'Annobón. Il s'agit d'un volcan s'élevant à 598 mètres d'altitude.

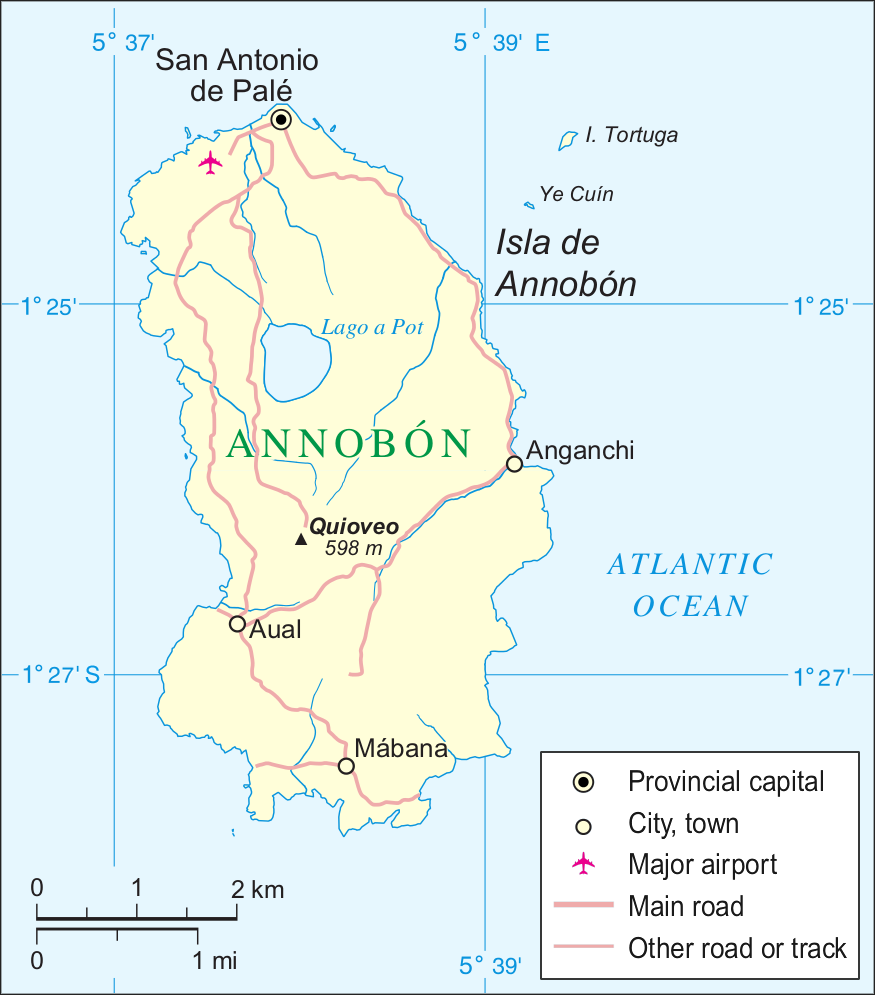
Carte d'Annobón montrant l'emplacement du Pico Quioveo dans le centre de l'île.